# Torrubiella piperis
Torrubiella piperis är en svampart som beskrevs av J.F. Bisch. & J.F. White 2004. Torrubiella piperis ingår i släktet Torrubiella och familjen Cordycipitaceae.   Inga underarter finns listade i Catalogue of Life.